# Pollionnay
Pollionnay – miejscowość i gmina we Francji, w regionie Owernia-Rodan-Alpy, w departamencie Rodan.
Według danych na rok 1990 gminę zamieszkiwały 1262 osoby, a gęstość zaludnienia wynosiła 80 osób/km² (wśród 2880 gmin regionu Rodan-Alpy Pollionnay plasuje się na 660. miejscu pod względem liczby ludności, natomiast pod względem powierzchni na miejscu 726.).